# Teatro d'ira: Vol. I
Teatro d'ira: Vol. I (traducible al español como: Teatro de la ira: Volumen I) es el segundo álbum de estudio de la banda italiana Måneskin, lanzado el 19 de marzo de 2021 bajo la distribución de Sony Music y RCA Records. Todas las canciones del disco fueron escritas por los cuatro integrantes de la banda bajo la producción de Fabrizio Ferraguzzo y tratan temas como la individualidad, las obsesiones y la crítica social.
Teatro d'ira: Vol. I recibió críticas positivas en general, con los expertos elogiando la crudeza y la experimentación de la banda. En términos comerciales, el álbum alcanzó la primera posición en las listas de Finlandia, Italia y Suecia, e ingresó a los diez primeros en Austria, Bélgica, Noruega, Suiza, entre otros.
Para la promoción del álbum fueron lanzados tres sencillos, entre ellos «Zitti e buoni», canción con la que Måneskin ganó el Festival de la Canción de Eurovisión 2021, además de «I Wanna Be Your Slave», que gozó de éxito a nivel mundial.

## Grabación y descripción
A mediados de 2019, la banda se estableció momentáneamente en Londres (Reino Unido) para trabajar en un nuevo sonido y estilo, pero su estadía debió extenderse debido al confinamiento por la pandemia de COVID-19. Todas las canciones del álbum fueron escritas conjuntamente por los cuatro integrantes de la banda y, a diferencia de Il ballo della vita (2018), se grabaron en vivo en el estudio ya que la banda quería «crear una atmósfera parecida a la de un concierto».
De acuerdo con la banda, el título hace alusión a «la ira catártica hacia la opresión y los opresores, que te llevan a rebelarte contra todo lo que te hace sentir mal y que, como resultado, te lleva a una renacimiento y a un cambio». Asimismo, añadió: «Queríamos darle un lugar a esta poderosa fuerza en un contexto, concretamente en el teatro, que es comúnmente percibido como un lugar elegante y calmado. Nos agrada la idea de un contraste que cobra vida cuando el telón sube y, en vez de un espectáculo o un baile, nos encontramos catapultados a esta explosión de energía. "Teatro" es una metáfora para representar el arte, el lugar donde este poderoso impulso genera algo artístico y positivo». En otra entrevista, la banda comentó: «Cada canción fue escrita totalmente por nosotros, desde la primera hasta la última nota. Es un álbum fuera de lo común y estamos conscientes que lo arruinamos para darles la versión más real y sincera de nosotros, porque la música es lo único que importa y esta vez será solo ella quien hable».
A diferencia de Il ballo della vita, cuyas letras estuvieron inspiradas en una musa ficticia llamada «Marlena», Teatro d'ira: Vol. I se inspira en las experiencias personales de los miembros de la banda. Las canciones tratan temas como la individualidad, las obsesiones y la crítica social, así como el miedo al cambio. La edición estándar del álbum incluye un total de ocho canciones, de las cuales dos fueron escritas en inglés y seis en italiano; la edición especial lanzada en Japón incluye una remezcla de «I Wanna Be Your Slave» con la colaboración de Iggy Pop.

## Rendimiento comercial
Teatro d'ira: Vol. I debutó en la primera posición del listado semanal de álbumes más vendidos en Italia y fue el segundo álbum de la banda en alcanzar el número 1, tras Il ballo della vita (2018). Además de ello, logró el doble disco de platino de la FIMI por exceder las 100 mil unidades vendidas en territorio italiano. Luego de la victoria de Måneskin en el Festival de la Canción de Eurovisión 2021, el álbum alcanzó la primera posición en los conteos de Finlandia, Lituania y Suecia. También logró el segundo puesto en Islandia, Noruega y la República Checa, el tercero en Bélgica, el cuarto en Dinamarca y Polonia, y el quinto en Austria y Suiza.

## Lista de canciones
- Edición estándar

| Teatro d'ira: Vol. I |                         |                                                                  |          |  |
| N.º                  | Título                  | Escritor(es)                                                     | Duración |  |
| 1.                   | «Zitti e buoni»         | Damiano David, Ethan Torchio, Thomas Raggi y Victoria De Angelis | 3:14     |  |
| 2.                   | «Coraline»              | David, Torchio, Raggi y De Angelis                               | 5:00     |  |
| 3.                   | «Lividi sui gomiti»     | David, Torchio, Raggi y De Angelis                               | 2:45     |  |
| 4.                   | «I Wanna Be Your Slave» | David, Torchio, Raggi y De Angelis                               | 2:53     |  |
| 5.                   | «In nome del padre»     | David, Torchio, Raggi y De Angelis                               | 3:39     |  |
| 6.                   | «For Your Love»         | David, Torchio, Raggi y De Angelis                               | 3:50     |  |
| 7.                   | «La paura del buio»     | David, Torchio, Raggi y De Angelis                               | 3:29     |  |
| 8.                   | «Vent'anni»             | David, Torchio, Raggi y De Angelis                               | 4:13     |  |
| 29:03                |                         |                                                                  |          |  |

- Edición japonesa

| Teatro d'ira: Vol. I |                                        |                                                                  |          |  |
| N.º                  | Título                                 | Escritor(es)                                                     | Duración |  |
| 9.                   | «I Wanna Be Your Slave» (con Iggy Pop) | Damiano David, Ethan Torchio, Thomas Raggi y Victoria De Angelis | 2:53     |  |
| 31:56                |                                        |                                                                  |          |  |

## Posicionamiento en listas

### Semanales
| País              | Lista                   | Mejor posición |
| ----------------- | ----------------------- | -------------- |
| Alemania          | German Albums Chart     | 11             |
| Austria           | Austrian Albums Chart   | 5              |
| Bélgica (Flandes) | Ultratop 200 Albums     | 3              |
| Bélgica (Valonia) | Ultratop 200 Albums     | 3              |
| Canadá            | Canadian Albums         | 62             |
| Dinamarca         | Danish Albums Chart     | 4              |
| Escocia           | Scottish Albums Chart   | 24             |
| España            | Spanish Albums Chart    | 8              |
| Estados Unidos    | Hard Rock Albums        | 19             |
| Estados Unidos    | Heatseekers Albums      | 4              |
| Estados Unidos    | World Albums            | 7              |
| Finlandia         | Finnish Albums Chart    | 1              |
| Francia           | French Albums Chart     | 25             |
| Grecia            | IFPI Albums Sales Chart | 7              |
| Irlanda           | Irish Albums Chart      | 29             |
| Islandia          | Tonlist                 | 2              |
| Italia            | Italian Albums Chart    | 1              |
| Japón             | Japan Albums            | 49             |
| Lituania          | Lithuanian Albums       | 1              |
| Noruega           | Norwegian Albums Chart  | 2              |
| Países Bajos      | Dutch Albums Top 100    | 2              |
| Polonia           | Polish Albums Chart     | 4              |
| Portugal          | Portuguese Albums Chart | 6              |
| República Checa   | Czech Albums Chart      | 2              |
| Suecia            | Swedish Albums Chart    | 1              |
| Suiza             | Swiss Albums Chart      | 5              |

### Certificaciones
| Territorio | Organismo certificador | Certificación | Unidades certificadas | Ref.   |
| ---------- | ---------------------- | ------------- | --------------------- | ------ |
| Italia     | FIMI                   | 2× Platino    | 100 000               | [ 8 ]  |
| Polonia    | ZPAV                   | Oro           | 10 000                | [ 30 ] |
| Suecia     | GLF                    | Oro           | 15 000                | [ 31 ] |